# MacOS Big Sur
macOS Big Sur (версія 11) — 17-й основний випуск macOS, операційної системи компанії Apple Inc. для комп'ютерів Macintosh. Наступниця macOS Catalina (версія 10.15), була представлена на конференції Apple Worldwide Developers Conference (WWDC) 22 червня 2020 року, а випущена 12 листопада 2020 року.
macOS Big Sur отримала суттєвий редизайн інтерфейсу користувача. Це також перша версія macOS, яка підтримує Mac з процесорами на базі ARM. На знак переходу номер основної версії операційної системи збільшено з 10 до 11, вперше з 2000 року. Операційна система названа на честь прибережного району Біґ-Сур на центральному узбережжі Каліфорнії.

## Історія розробки
Даючи певне уявлення про те, як операційна система перед випуском розглядалася в Apple протягом циклу розробки, документація, що супроводжує початковий бета-випуск macOS Big Sur, давала новій операційній системі версію «10.16», а також під час оновлення до бета-версії з попередньої версії macOS із використанням механізму оновлення програмного забезпечення, згадана версія мала номер «10.16», за винятком Developer Transition Kit, який завжди повідомляв про версію системи як «11.0». Починаючи з macOS Big Sur Beta 3, версія системи зазначалася як «11.0» на всіх Mac, які працюють на бета-версії. Однак для підтримки зворотної сумісності macOS Big Sur також ідентифікує себе як 10.16 у роботі з програмним забезпеченням та в користувацькому агенті браузера.
Це перший випуск після Mac OS 9, де точкові випуски збільшують другий компонент номера випуску, на відміну від попередніх випусків, коли точкові випуски збільшують третій компонент номера випуску, а основні випуски збільшують другий компонент номера випуску. Крім того, це перша версія macOS, яка розповсюджується як файли відновлення IPSW для комп'ютерів Mac на базі Apple silicon.

## Системні вимоги
На відміну від macOS Catalina, яка підтримувала всі стандартні конфігурації Mac, які підтримувала попередня операційна система macOS Mojave, Big Sur припиняє підтримку різних Mac, випущених у 2012 та 2013 роках. Big Sur працює на таких Mac:
- MacBook: Із початку 2015 року або новіші
- MacBook Air: Із середини 2013 року або новіші
- MacBook Pro: Із кінця 2013 року або новіші
- Mac Mini: Із кінця 2014 року або новіші
- iMac[en]: Із середини 2014 року або новіші
- iMac Pro
- Mac Pro: Із кінця 2013 року або новіші
- Developer Transition Kit (2020)[en]

## Зміни

### Дизайн
macOS Big Sur оновлює дизайн користувальницького інтерфейсу, що описується Apple як найбільша зміна після появи Mac OS X. Зміни включають напівпрозорість у різних місцях та нову кольорову палітру. Усі стандартні програми, а також Dock та панель меню перероблені та впорядковані, а їхні піктограми тепер мають округлі квадратні форми, як програми для iOS та iPadOS. Порівняно з iOS, піктограми Big Sur містять більше затінень та виділень для надання тривимірного вигляду. Естетика користувальницького інтерфейсу була описана як «нейморфізм», портманто нового та скевоморфізм. Системні звуки також змінені.
Нова ОС також забезпечує подальшу інтеграцію із шрифтом Apple SF Symbols, що дозволяє спростити використання сторонніми розробниками як елементи інтерфейсу для своїх програм через AppKit, SwiftUI та Catalyst, що дає змогу об'єднати сторонні програми з існуючою мовою дизайну від Apple.

### Інтерфейс

#### Центр керування
Інтерфейс із швидкими перемикачами для Wi-Fi, Bluetooth, яскравості екрану та системної гучності додано до рядка меню. Цей інтерфейс функціонально та візуально схожий на Центр керування на iOS та iPadOS.

#### Центр сповіщень
Центр сповіщень перероблений, до нього включені інтерактивні сповіщення та прозорий користувальницький інтерфейс. Центр сповіщень також пропонує нову систему віджетів, подібну до системи в iOS 14, відображаючи більше інформації з більшою кількістю налаштувань, ніж було раніше.

### Система

#### Підтримка процесорів, розроблених Apple
macOS Big Sur — це перший випуск macOS для Mac, що працюють на процесорах на базі ARM64, розроблених Apple, що є ключовою частиною переходу від процесорів на базі Intel x86-64. Мікросхемою, згаданою в демонстраційних відеороликах та використовуваною в Developer Transition Kit (та iPad Pro 2020), є A12Z Bionic. 10 листопада 2020 року Apple анонсувала перший процесор для Mac Apple silicon, Apple M1, які з'являться у Mac Mini, MacBook Air та MacBook Pro в кінці 2020 року. Apple заявила, що буде підтримувати Mac на базі процесорів Intel «на роки вперед», і більшість програм, які не були перенесені на Mac на базі ARM, можуть використовувати Rosetta 2, оновлення механізму сумісності, розробленого для переходу PowerPC на Intel x86.

#### Підтримка додатків для iOS та iPadOS
На Mac, що працюють на процесорах Apple silicon, macOS Big Sur буде запускати додатки для iOS та iPadOS без будь-яких модифікацій від розробникам. Перші Mac, які зможуть це зробити — це MacBook Air M1 (випущений наприкінці 2020 року), Mac Mini 2020 та MacBook Pro M1 (випущені наприкінці 2020 року) (на два порти).

#### Signed system volume
Системний том має криптографічний підпис для запобігання фальсифікації. Це включає додавання хешу SHA-256 для кожного файлу на системному томі.

#### Оновлення програмного забезпечення
Оновлення програмного забезпечення може розпочинатися у фоновому режимі перед перезапуском, що вимагає менше часу для оновлення. Оскільки системні файли мають криптографічний підпис, програмне забезпечення для оновлення може покладатися на те, що вони знаходяться в точних місцях, що дозволяє їм ефективно оновлюватись в конкретних місцях.

#### Spotlight
Spotlight, механізм індексування та пошуку файлової системи, що з'явився в Mac OS X 10.4 Tiger, працює швидше, а інтерфейс вдосконалений. Spotlight тепер є механізмом пошуку за замовчуванням у Safari, Pages та Keynote.

#### Time Machine
Time Machine, механізм резервного копіювання, представлений в Mac OS X 10.5 Leopard, тепер може створювати резервні копії на диски, відформатовані у APFS, на додаток до дисків, відформатованих у HFS+. У документі приміток до бета-версії macOS 11 від Apple йдеться: «Нові місцеві та мережеві місця резервного копіювання Time Machine за замовчуванням відформатовані як APFS. Time Machine продовжить резервне копіювання до існуючих томів резервного копіювання HFS».

#### Шифрування
macOS Big Sur підтримує шифрування на рівні файлу. Попередня версія macOS підтримувала шифрування лише на рівні цілих томів. Станом на червень 2020 року ця можливість, як відомо, сумісна з Mac на базі процесорів Apple silicon; незрозуміло, чи сумісна вона із Mac на базі Intel.

### Інші зміни
- Двомовні словники французько-німецький, індонезійсько-англійський, японсько-китайський (спрощена) та польсько-англійський
- Покращене прогнозне введення для китайських та японських користувачів
- Нові шрифти для індійських користувачів
- Віджет «Зараз відтворюється» переміщено з Центру сповіщень на рядок меню
- Функція подкастів «Слухайте зараз»
- Розпізнавання жестової мови у FaceTime
- Network Utility прибрана із системи
- звук запуску macOS увімкнено за замовчуванням (він був вимкнений за замовчуванням у останніх випусках macOS), а також додано опцію в Системних налаштуваннях, щоб увімкнути або вимкнути цю функцію.[27]

## Особливості програм

Початкова сторінка Safari 14 з Вікіпедією у списку для читання

### Safari
До Big Sur входить Safari 14, випущений для macOS Catalina та macOS Mojave 16 вересня 2020 року. Safari 14 включає:
- нову настроювану стартову сторінку
- вдосконалений дизайн вкладки
- вбудований переклад вебсторінки англійською, іспанською, німецькою, французькою, російською, китайською та португальською мовами. Наразі ця функція знаходиться в бета-версії і не буде доступна в macOS Catalina та Mojave.[28]
- нові функції конфіденційності, такі як «Звіт про конфіденційність»
- моніторинг паролів, який повідомляє користувача про скомпрометовані паролі
- краща продуктивність та енергоефективність
- розширене управління конфіденційністю
- підтримка WebExtensions API
- попередній перегляд сторінки
- імпортування паролів з Chrome
- підтримка контенту 4K HDR[en] від Netflix на Mac з чіпом Apple T2[29]
- підтримка декодування VP9, що дозволяє відтворювати контент у 4K та HDR на YouTube

У новій версії Safari також припиняється підтримка Adobe Flash Player, за 3 місяці до закінчення терміну роботи та через 10 років після відкритого листа Стіва Джобса «Думки про Flash».

### Повідомлення
Додаток Повідомлення було переписано на технології Apple Catalyst. Це дозволяє додатку мати паритет функцій зі своїм аналогом на iOS. Поряд із вишуканим дизайном додаток для повідомлень пропонує:
- Закріплення розмови до дев'яти бесід, які синхронізуються між iOS, iPadOS та macOS.
- Пошук повідомлень
- Обмін іменами та фотографіями
- Фото логотипи групового чату
- Згадування окремих людей
- Відповідь в рядку
- Стікери та редактор Memoji
- Новий підбір фотографій
- Локалізовані ефекти повідомлення для користувачів в Індії

The Mac App Store, що відображає категорію розширень Safari

### App Store
Доопрацювання та нові функції Mac App Store включають:
- Розділ, присвячений інформації про конфіденційність програми
- Нова категорія розширень Safari
- Третя сторона віджетів Центру сповіщень
- Сімейний доступ до передплати на програми

### Нотатки
- Розбірна закріплена секція
- Швидкий варіант стилю тексту та форматування
- Удосконалення сканування

### Фотографії
- Нові можливості редагування
- Покращений інструмент ретушування
- Нова функція масштабування у поданнях

### Карти
- Інтерактивні панорами Look Around[en] на 360° на рівні вулиці, які вперше реалізовані у версії Карти для iOS 13, були включені у версію Карти для macOS.
- Наявність напрямків для велосипедистів.
- Маршрут транспортного засобу, заснований на близькості до зарядних станцій та моніторингу рівня заряду акумулятора (на вибраних моделях автомобілів).
- Посібники для вивчення нових місць.

## Видалені функції
- Можливість перевіряти або блокувати процеси на рівні системи[30]
- Віджет Калькулятора для Центру сповіщень
- Можливість видалення годинника на панелі меню
- Підтримка Adobe Flash Player[31]
- Можливість перемикання згладжування шрифтів у системних налаштуваннях
- Можливість додавання результатів Siri до Центру сповіщень

## Критика
Провадження Big Sur супроводжувалося низкою проблем. Оновлення до Big Sur зблокувало деякі комп'ютери, зробивши їх непридатними для використання. Багато з них були MacBook Pro 2013 та 2014 років, хоча проблеми також спостерігалися і на MacBook Pro 2019 та iMac того ж року. Початковий випуск також порушив процес нотаріального посвідчення додатків від Apple, спричинивши уповільнення навіть на пристроях, на яких не працює Big Sur. Користувачі також повідомили, що оновлення відбувалося повільно або навіть не вдавалося встановити. Додатки macOS Catalina та Big Sur завантажувались довго через проблеми з Gatekeeper.
Постійні проблеми через пандемію COVID-19 означали, що користувачам було важко відвідати магазин Apple, щоб відновити свої комп'ютери. Незабаром після цього Apple випустила ряд кроків, що пояснюють, як такі Mac можна відновити.
Повідомляється, що деякі програми Apple, що працюють на Big Sur, обходять брандмауери, що збільшує ризик зараження шкідливим програмним забезпеченням на Mac. І навпаки, експерти з безпеки повідомляють, що Big Sur перевірятиме сертифікат програми кожного разу, коли вона запускається, знижуючи продуктивність системи. Повідомлялося, що операційна система надсилає хеш назад Apple кожної запущеної програми та часу її запуску.

## Історія випуску
Публічний випуск Big Sur розпочався з версії 11.0.1 для Mac на процесорах Intel. Версія 11.0 була попередньо встановлена на комп'ютери Mac на базі Apple silicon, і Apple порадила тим, хто має цю версію, оновитись до 11.0.1.
|  | Попередній випуск |  | Поточний випуск |  | Поточний випуск для розробників |

| Версія    | Збірка   | Дата              | Версія Darwin           | Примітки до випуску                                                              | Примітки                                                                                                 |
| --------- | -------- | ----------------- | ----------------------- | -------------------------------------------------------------------------------- | --- |
| 11.0      | 20A2411  | N/A               | 20.1.0 xnu-7195.41.8~9  | N/A                                                                              | Попередньо встановлена на MacBook Air кінця 2020 року, MacBook Pro кінця 2020 року та Mac Mini 2020 року |
| 11.0.1    | 20B29    | 12 листопада 2020 | 20.1.0 xnu-7195.50.7~2  | Вміст безпеки                                                                    | Початковий публічний випуск                                                                              |
| 11.0.1    | 20B50    | 19 листопада 2020 | 20.1.0 xnu-7195.50.7~2  |                                                                                  | Доступно для всіх Mac, крім кінця 2013 року та 13-дюймових MacBook Pro середини 2014 року                |
| 11.1      | 20C69    | 14 грудня 2020    | 20.2.0 xnu-7195.60.75~1 | Примітки до випуску [Архівовано 15 грудня 2020 у Wayback Machine.] Вміст безпеки | |
| 11.2 beta | 20D5029f | 16 грудня 2020    | 20.3.0                  | Примітки до випуску [Архівовано 20 грудня 2020 у Wayback Machine.]               | |

## Хронологія
| Хронологія операційних систем Macintosh |
| --------------------------------------- |
|                                         |